# 跳水男孩
《跳水男孩》以跳水為題材的青春小説。作者是森繪都。由池野雅博作畫的漫畫版在週刊少年Sunday2007年28號開始連載，於2008年27號完結。作品曾獲日本第52屆小學館兒童出版文化獎。
2008年由熊澤尚人導演的真人電影版在日本上映。

## 故事設定
坂井知季常去的跳台跳水俱樂部（MDC）由於負債經營陷入危機。為說服打算關閉MDC的母公司，新教練麻木夏陽子提出讓俱樂部繼續存在的條件「來年奧林匹克運動會由MDC送出日本代表選手」。面向選拔會，知季與朋友們開始了嚴酷練習的每一天。

## 登場人物

### 主人公
坂井知季（聲：梶裕貴、橋本千波（小學生））
MDC內尚在上學的初中生。6年跳水經驗。有天性柔軟的身體和號稱「鑽石之瞳」的動態視力。起初資質平凡，在麻木夏陽子的指導下急速成長。平時穿水藍色且正面靠近襠部兩側有黑白相間斜條紋的低腰三角泳褲。
富士谷要一（聲：櫻井孝宏、藤田奈央（小學生））
父母都是前奧運選手的精英。小學2年級起開始跳水，故事中是高中生。連奪初中組冠軍三年，是MDC最有實力的人。跳水表演時的冷靜安定是其一大武器。雖然是長相有型的美男子卻從未與女性交往。比賽時穿檸檬黃色且正面靠近腰部兩側有綠白相間直條紋的低腰三角泳褲。
沖津飛沫（聲：中村悠一）
天才高中生跳水員。昭和初期天才跳水員沖津白波的孫子，從13歲開始在海上鍛煉跳水，因與夏陽子的「契約」加入MDC。
最初在MDC像獨行俠一般不與人來往，但在發現腰痛問題中途返回家鄉時，與前來探視的知季和要一的關係開始變得融洽許多。從夏陽子得知爺爺沖津白波的過去後，開始積極治療腰痛，往跳水運動員的道路前進。平時穿黑色且正面襠部有延伸至左腰側的紅色火焰圖樣的比基尼三角泳褲。

### MDC的俱樂部成員
丸山禮次（聲：內山昂輝、內村史子（小學生））
與知季同年，同時開始跳水，穿著深灰色且腰部褲頭的部分為黑色的低腰三角泳褲，有神經質的地方，最終知道自己跳水的極限退出MDC改打籃球。
大廣陵
與知季同年，晚半年開始跳水。性格好強。穿著靛藍色且腰部兩側部分為亮綠色的低腰三角泳褲。
吉田幸也（聲：小林裕介）
年齡比知季小1歲，算是MDC的情報屋，常會人小鬼大的散布其他人的八卦小道消息，愛好觀賞水上芭蕾。

### MDC的教練
麻木夏陽子（聲：名塚佳織）
MDC新來的教練，初中生的擔當，是MDC的創辦者水城真之介的孫女。對跳水相關有天生的直覺。
富士谷敬介（聲：小西克幸）
初中生和小學生的監督。要一的父親，原奧林匹克運動會跳水選手。父子之間存在一定的距離感。
大島力（聲：羽多野涉）
小學生的擔當，與麻木夏陽子相比個性顯的溫和許多，但也會以自己的方式鼓勵學員，與沖津飛沫合租。

### 其他競爭者
寺本健一郎（聲：寺内健）
本作實力最強的跳水運動員，很早之前就被內定為是日本跳水的奧運代表，其實力被知季等人所仰慕，但精神層面似乎有些脆弱。
松野清孝（聲：小野賢章）
跳水實力不錯的運動選手，但存在感非常稀薄，不僅說話常被打斷，連姓名也常被知季等人給遺忘，連麻木夏陽子看到他都要稍微想一下才會記得他的名字。平時穿著草綠色且正面靠近襠部兩側有黑色斜條紋的低腰三角泳褲，腰部褲頭的部分也是黑色的。
粉紅山田（聲：杉田智和）
本名為山田篤彦，在跳水時常穿著粉紅色比基尼三角泳褲而被暱稱粉紅山田，視富士谷要一為競爭對手，但從來沒贏過他。

### 知季的相關者
坂井弘也（聲：木村良平）
知季的弟弟，與知季同學年。與其說兄弟不如說關係好的朋友關係。喜歡未羽，積極地接近與知季交往不順利的未羽。
野村未羽（聲：日高里菜）
知季、弘也同學年。初中1年的春天向知季告白開始交往。但是，後來與弘也秘密交往的事被發現。
坂井惠（聲：竹內惠美子）
知季和弘也的母親。
坂井久志（聲：田所陽向）
知季和弘也的父親。
竹輪（聲：下野紘）
知季的寵物狗。

## 出版書籍

### 小說
| 卷數 | 卷數 | 標題 | 講談社        | 講談社                 | 講談社（文庫版） | 講談社（文庫版）       | 角川書店      | 角川書店               | 青文出版社    | 青文出版社             |
| 卷數 | 卷數 | 標題 | 發售日期      | ISBN                   | 發售日期         | ISBN                   | 發售日期      | ISBN                   | 發售日期      | ISBN                   |
| ---- | ---- | ---- | ------------- | ---------------------- | ---------------- | ---------------------- | ------------- | ---------------------- | ------------- | ---------------------- |
| 1    | 上   |      | 2000年4月20日 | ISBN 978-4-06-210192-9 | 2009年7月16日    | ISBN 978-4-06-285105-3 | 2006年6月24日 | ISBN 978-4-04-379103-3 | 2010年5月24日 | ISBN 978-986-256-273-4 |
| 2    | 上   |      | 2000年12月5日 | ISBN 978-4-06-210520-0 | 2009年10月16日   | ISBN 978-4-06-285117-6 | 2006年6月24日 | ISBN 978-4-04-379103-3 | 2010年5月24日 | ISBN 978-986-256-273-4 |
| 3    | 下   |      | 2001年7月18日 | ISBN 978-4-06-210857-7 | 2010年1月16日    | ISBN 978-4-06-285133-6 | 2006年6月24日 | ISBN 978-4-04-379104-0 | 2010年5月24日 | ISBN 978-986-256-281-9 |
| 4    | 下   |      | 2002年8月8日  | ISBN 978-4-06-211414-1 | 2010年3月16日    | ISBN 978-4-06-285140-4 | 2006年6月24日 | ISBN 978-4-04-379104-0 | 2010年5月24日 | ISBN 978-986-256-281-9 |

### 漫畫
- 作畫：池野雅博

| 卷數 | 小學館         | 小學館                 | 青文出版社     | 青文出版社             |
| 卷數 | 發售日期       | ISBN                   | 發售日期       | ISBN                   |
| ---- | -------------- | ---------------------- | -------------- | ---------------------- |
| 1    | 2007年10月18日 | ISBN 978-4-09-121208-5 | 2008年4月28日  | ISBN 978-986-209-310-8 |
| 2    | 2008年1月18日  | ISBN 978-4-09-121269-6 | 2008年8月10日  | ISBN 978-986-209-560-7 |
| 3    | 2008年4月18日  | ISBN 978-4-09-121383-9 | 2008年10月20日 | ISBN 978-986-209-579-9 |
| 4    | 2008年6月18日  | ISBN 978-4-09-121425-6 | 2009年2月25日  | ISBN 978-986-209-751-9 |
| 5    | 2008年7月18日  | ISBN 978-4-09-121440-9 | 2009年6月11日  | ISBN 978-986-209-885-1 |

- 作畫：

| 卷數 | KADOKAWA     | KADOKAWA               |
| 卷數 | 發售日期     | ISBN                   |
| ---- | ------------ | ---------------------- |
| 1    | 2017年8月4日 | ISBN 978-4-04-105897-8 |
| 2    | 2018年9月4日 | ISBN 978-4-04-107156-4 |
| 3    | 2018年9月4日 | ISBN 978-4-04-107157-1 |

## 電影

### 演員
- 坂井知季 - 林遣都
- 富士谷要一 - 池松壮亮
- 沖津飛沫 - 溝端淳平
- 麻木夏陽子 - 瀨戶朝香
- 丸山Reiji - 山崎將平
- 大広陵 - 福田雄也
- 吉田幸也 - 村瀨繼太
- 鈴木英雄 - 小野賢章
- 井上大介 - 椎名鯛造
- 辻利彦 - 廣瀨斗史輝
- 坂井弘也 - 池田純
- 野村未羽 - 瓜生美咲
- 幼年時代的知季 - 蘆原伊織
- 幼年時代的要一 - 北村匠海
- 知季的友人 - 山田健太
- 西川恭子 - 蓮佛美沙子
- 川口教練 - 金戶惠太
- 孫教練 - 候偉
- 沖津白波 - 山本敬樹
- 大会解説者 - 末弘昭人
- 寺本健一郎 - 寺内健
- 富士谷順子 - 筒井真理子
- 坂井久志 - 佐藤恒治
- 坂井惠 - 角南範子
- 富士谷敬介 - 光石研
- 前原一朗 - 江守徹

### 製作
- 導演：熊澤尚人
- 製作：井上泰一
- 行政部門、製片人：井上文雄
- 製片人：岡田和則、中村陽介
- 協力製片人：樋口慎祐、久保田修
- 脚本：戶田山雅司、林民夫
- 撮影：佐光朗
- 証明：加藤弘行
- 美術：柴田博英
- 録音：横溝正俊
- 音響効果：柴崎憲治
- 剪輯：阿部亙英
- 記錄員：赤澤環
- 副導演：阿部溝良
- 制作担当：山下秀治、中村秀康
- 主題歌：大橋卓彌『SKY』

## 電視動畫
由ZERO-G負責製作，2017年7月6日播放。

### 主題曲
片頭曲
填詞：Qyoto、+d，作曲：Qyoto、岡本仁志、久保田敬也、+d，編曲：Qyoto、鶴澤夢人、宮崎諒、+d，主唱：Qyoto
片尾曲「NEW WORLD」
填詞、主唱：橋本裕太，作曲、編曲：Brandon Seibert

### 各話列表
| 話數       | 日文標題 | 中文標題       | 劇本     | 分鏡       | 演出                | 作畫監督                                                                                   |
| ---------- | -------- | -------------- | -------- | ---------- | ------------------- | ------------------------------------------------------------------------------------------ |
| epidode 01 |          | 潛入迷幻藍洞   | 待田堂子 | 鈴木薰     | 鈴木薰              | 植田羊一                                                                                   |
| epidode 02 |          | 集中之龍       | 待田堂子 | 佐藤文和   | 殿水敦子            | 志賀道憲、宇都木勇 横田和彦                                                                |
| episode 03 |          | 進入澀谷       | 大野敏哉 | 西本由紀夫 | 秦義人              | 中嶋忠二、白田美夫 羽野廣範                                                                |
| episode 04 |          | 堅強之男       | 待田堂子 | 追崎史敏   | 宇都宮正記          | 藤田正幸、波風立志                                                                         |
| episode 05 |          | 灰色的日子     | 待田堂子 | 植田羊一   | 白石道太            | 志賀道憲、横田和彦 宇津木勇、飯飼一幸                                                      |
| episode 06 |          | 鑽石眼睛       | 大野敏哉 | 羽多野浩平 | 倉谷涼一 羽多野浩平 | 中野彰子、西村元秀 藤原潤、藤田正幸 狩野都                                                 |
| episode 07 |          | 親愛的朋友     | 待田堂子 | 西本由紀夫 | 殿水敦子            | 植田羊一、横田和彦 谷津美彌子                                                              |
| episode 08 |          | 所以我羨慕你！ | 大野敏哉 | 古川順康   | 室谷靖              | 冨永拓生、川上暢彦 大坊佳代、河野眞也 大城美幸、鎌田均 UNION CHO、Yu Bonghyun Cha Sanghoon |
| episode 09 |          | 下一階段的來臨 | 待田堂子 | 佐藤文和   | 佐佐木純人          | 藤田正幸、北村友幸 安田好孝                                                                |
| episode 10 |          | 遭遇怪物       | 大野敏哉 | 沖田宮奈   | 前園文夫            | 飯飼一幸、小林一三 櫻井木之實、小海雄司                                                    |
| episode 11 |          | 最後階段       | 待田堂子 | 中野良子   | 中野良子            | 飯飼一幸、藤田正幸 西村元秀                                                                |
| episode 12 |          | 有形之龍       | 待田堂子 | 植田羊一   | 倉谷涼一            | 植田羊一、加野晃 冨永拓生、谷津美彌子 山下敏成、山根理宏 横田和彦                          |

## 外部連結
- 「DIVE!!跳水男孩」角川書店網站 （页面存档备份，存于）（日語）
- 「DIVE!!跳水男孩」電影官方網站 （页面存档备份，存于）（日語）
- 電視動畫「DIVE!!跳水男孩」動畫官方網站 （页面存档备份，存于）（日語）
- 電視動畫「DIVE!!跳水男孩」優酷網正版播出專題 （页面存档备份，存于）（简体中文）
- 電視動畫「DIVE!!跳水男孩」的X（前Twitter）（日語）
- （日語）